# Zwavelgele peulkokermot
De zwavelgele peulkokermot (Coleophora coronillae) is een vlindersoort uit het geslacht Coleophora. De wetenschappelijke naam van de soort werd voor het eerst geldig gepubliceerd door de Duitse entomoloog Philipp Christoph Zeller in 1849.

## Determinatie
De zwavelgele peulkokermot heeft een witte kop met sterk geringde antennes. De vleugels hebben een spanwijdte van ongeveer 14–18 mm en hebben een gelige kleur. Richting de kop wordt de kleur van de vleugels steeds lichter (tot nagenoeg wit) en aan de vleugeltop wordt de kleur almaar donkerder tot veelal (oranje)bruin. Op de bovenvleugel lopen enkele dunne, witte lijnen.

## Waardplant
De waardplant van de zwavelgele peulkokermot is bont kroonkruid (Securigera varia).

## Verspreiding
Het verspreidingsgebied van de zwavelgele peulkokermot omvat ruwweg het Iberisch Schiereiland, het Franse en Italiaanse vasteland, Zwitserland, Duitsland, Nederland, het Deense vasteland, Litouwen, Polen, Tsjechië, Oostenrijk, Slowakije, Hongarije, Roemenië, de Balkanlanden, Zuid-Rusland en het Midden-Oosten.
De eerste waarneming van zwavelgele peulkokermot in Nederland werd gedaan in de Limburgse plaats Simpelveld in 1999. Vanaf deze eerste waarneming in 1999 werd de soort tot 2022 zeer zelden in Nederland aangetroffen en betrof het uitsluitend waarnemingen uit Zuid-Limburg. In juli 2022 werd er echter een opvallende ontdekking gedaan door de Nederlandse florist Niels Eimers, die verscheidene kokers van de zwavelgele peulkokermot op peulen van bont kroonkruid aantrof in de Gendtse Waard (Gelderse Poort). Sinds deze waarneming – die de eerste Nederlandse waarneming buiten Zuid-Limburg betrof – werden zwavelgele peulkokermotkokers op bont kroonkruid plots op verscheidene andere plekken in Gelderland gemeld en later dat jaar ook in Flevoland en Zuid-Holland.